# Eucalodiidae
Eucalodiidae zijn een familie van weekdieren uit de klasse van de Gastropoda (slakken).

## Taxonomie
De volgende geslachten zijn bij de familie ingedeeld:
- Anisospira Strebel & Pfeffer, 1880
- Coelocentrum Crosse & P. Fischer, 1872
- † Condonella McLellan, 1927
- Dissotropis Bartsch, 1906
- Eucalodium Crosse & P. Fischer, 1868

### Synoniemen
- Liocentrum Pilsbry, 1902 => Coelocentrum (Gymnocentrum) Pilsbry, 1942 => Coelocentrum Crosse & P. Fischer, 1872
- Thaumasia Albers, 1850 => Eucalodium Crosse & P. Fischer, 1868